# Исса, Абдуллахи
Абдуллахи Исса Мохамуд (сомал. Cabdullahi Ciise Maxamuud, араб. عبد الله عيسى محمد‎; 11 ноября 1922, Афгойе, Нижняя Шабелле — 11 марта 1988, Рим) — сомалийский государственный деятель, первый премьер-министр Сомали (1956—1960).

## Биография
Абдуллахи Исса Мохамуд родился в южном сомалийском городе Афгойе. Отец был представителем клана Сакад Хабар-ги’дир; мать была из клана Марехан. Отец Иссы умер через несколько месяцев после его рождения.  
После посещения исламской школы в Булобурде Исса был переведён матерью в Могадишо, где с прозвищем «Бидар» посещал итальянское начальное учебное заведение, а также местное медресе. 
Когда началась Вторая мировая война, Исса был ещё студентом. В возрасте 16 лет он переехал в портовый город Марка, где с 1939 по 1941 год работал почтовым служащим. Затем он вернулся в Могадишо и занял должность в Департаменте по экономическим вопросам. В период британской военной оккупации итальянского Сомали в начале 1940-х годов Исса был освобождён от своих обязанностей и занялся бизнесом.
После беспорядков в годы войн, он присоединился к Сомалийской молодёжной лиге. Он быстро стал одним из лидеров партии (в 1948 году вошел в её Центральный комитет) и в конечном итоге был назначен её генеральным секретарём.
Входил в состав делегации СМЛ в Париже и Нью-Йорке на переговорах о независимости Сомали. С 1950 по 1954 году был представителем СМЛ в Совете по Опеке ООН. После избрания депутатом в качестве заместителя председателя СМЛ в ходе общенациональных выборов 1956 года стал первым премьер-министром Подопечной территории Сомали. Был переназначен на ту же должность в 1959 году, в течение некоторого времени занимал также портфели иностранных дел, внутренних дел, а также помилования и юстиции.
После провозглашения независимости Сомали с 1960 по 1964 год являлся министром иностранных дел. На этом посту он принимал участие во многих международных конвенциях, в частности в Генеральной Ассамблее ООН и конференциях в Аддис-Абебе. По результатам всеобщих выборов в марте 1964 года вернулся в Национальное собрание в качестве депутата от города Беледуэйне.
После захвата власти Верховным революционным советом с 1974 по 1983 год являлся послом Сомали в Швеции. В 1983 году ушёл из политической жизни и дальнейшие годы провёл в Риме, где и умер в марте 1988 года. Похоронен в Могадишо. 